# Marinteknik Verkstads AB

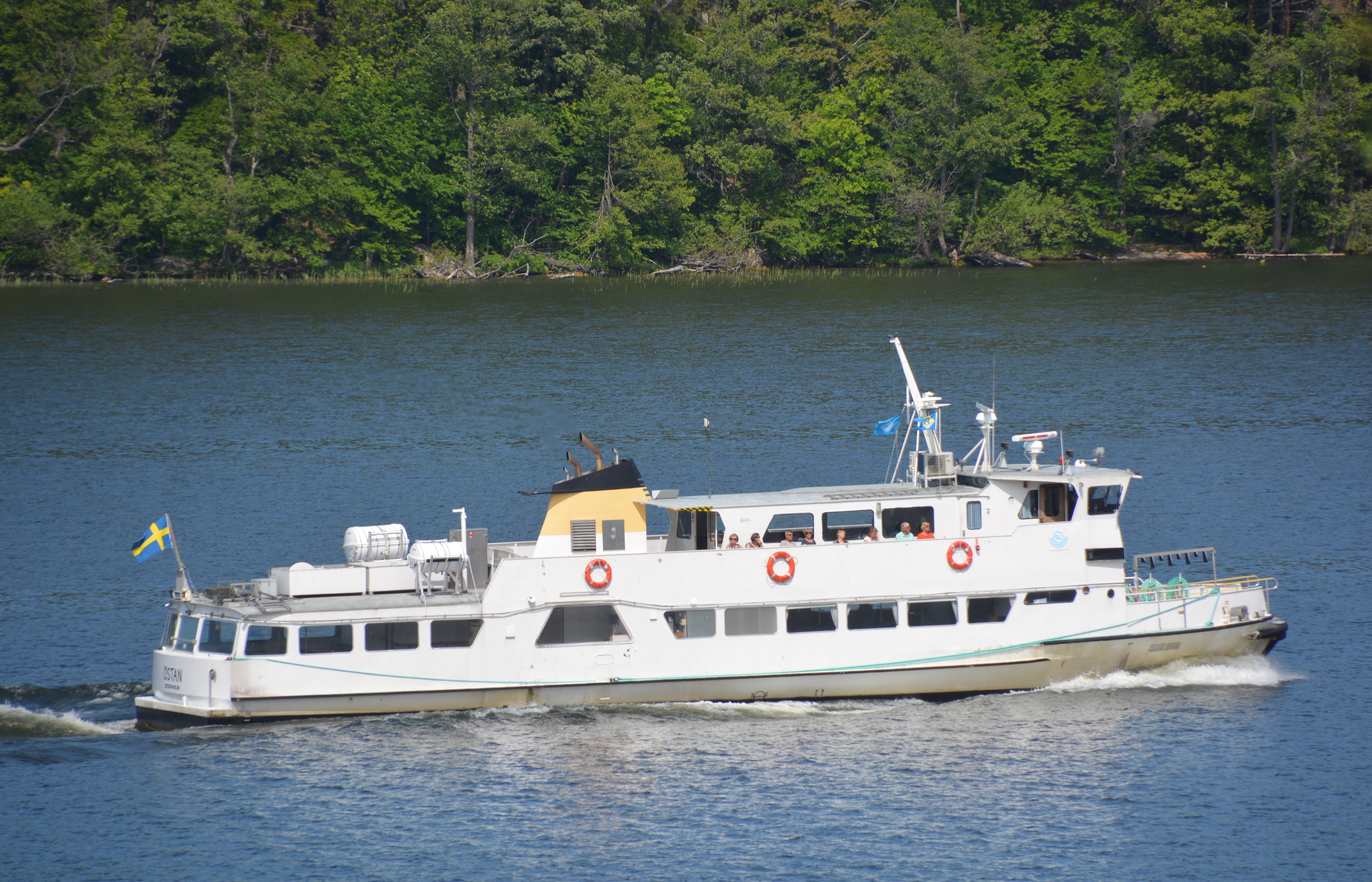
M/S Östan byggd 1989

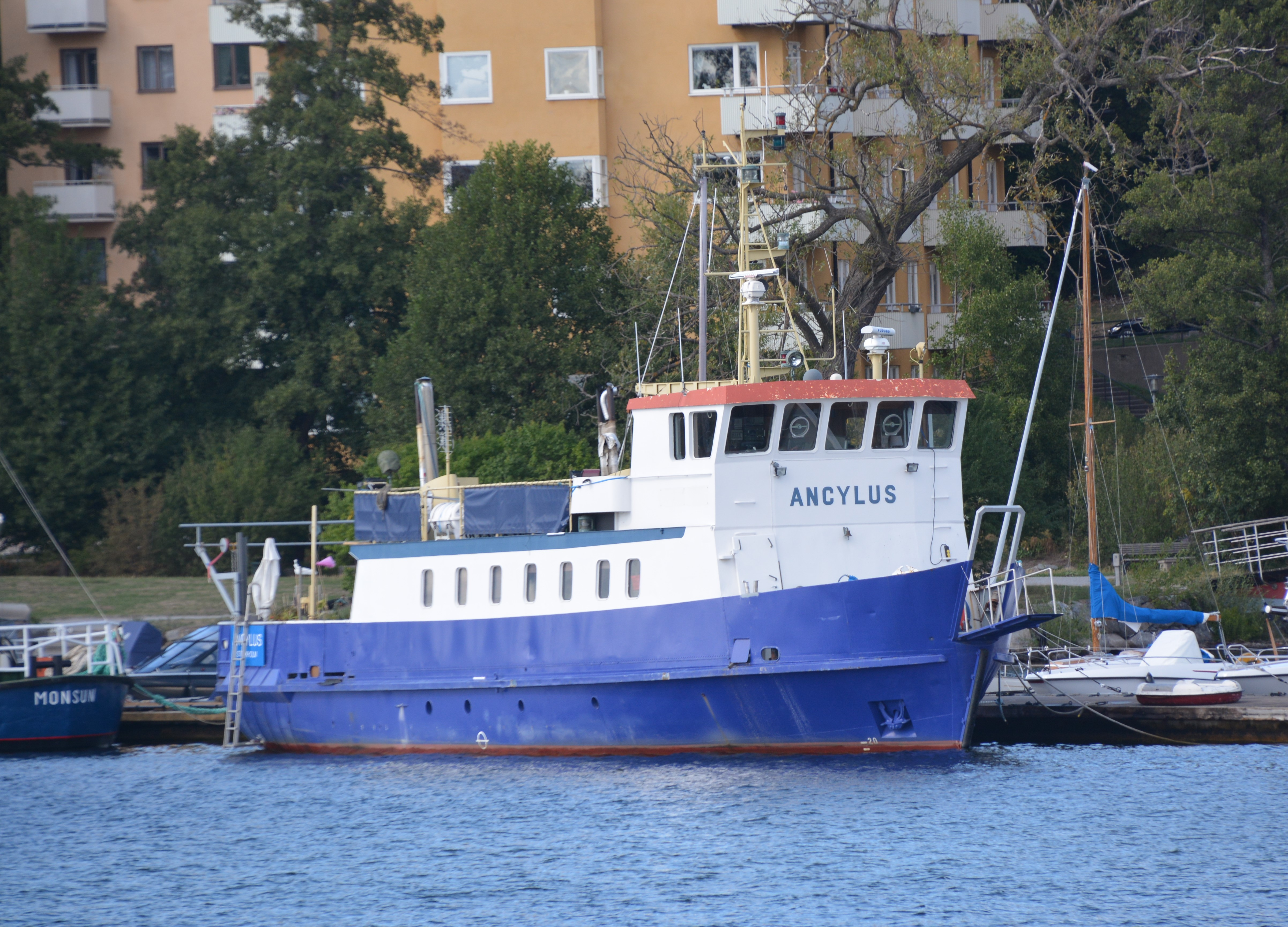
U/F Ancylus, byggd 1971

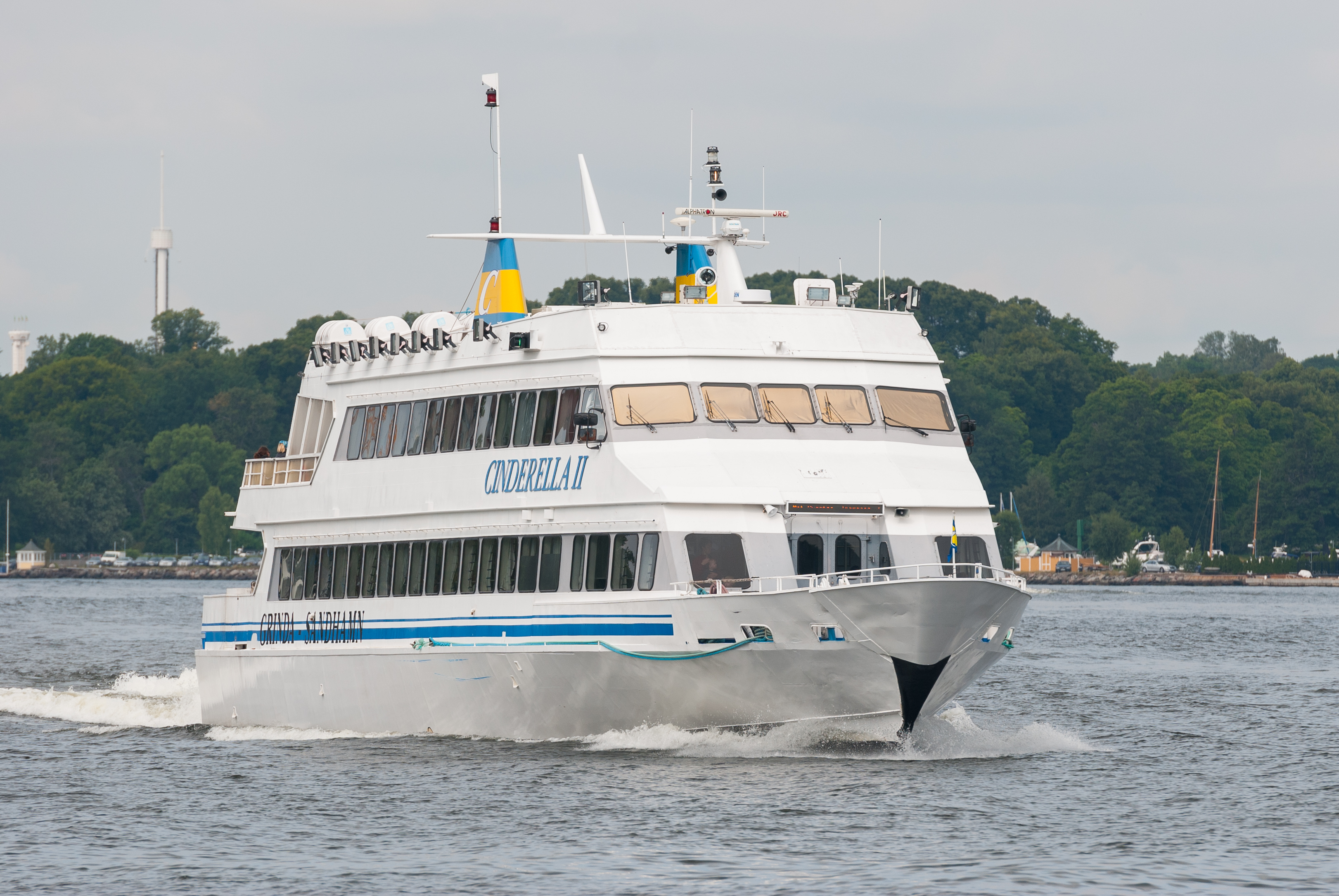
M/S Cinderella I, byggd 1990

Marinteknik Verkstads AB är ett tidigare svenskt skeppsvarv i Östhammar och senare i Öregrund.
Marinteknik Verkstads AB bildades 1966 som Marimatic AB i Östhammar av Huddingeföretaget Cerapid Verkstads AB, vilket ett par år tidigare börjat tillverka fartyg i lättmetall i Huddinge, bland annat M/S Sjögull. Det etablerades i en gammal såg- och kvarnbyggnad vid Östhammarsfjärden. Marimatic gick i konkurs 1968 och övertogs av nya ägare och namnändrades till Marinteknik Verkstads AB.
Företaget köpte 1972 Öregrundsvarvet AB och omlokaliserade 1973 varvet till Öregrund.
Marinteknik Verkstadsteknik gick 1993 i konkurs.. Från 1997/98 skedde verksamhet på samma varvsområde av företaget Marine Aluminiumtechnic in Östhammar AB, numera Anytec.

## Byggda fartyg i urval
- M/S Sjögull, aluminium, levererad omkring 1965
- M/S Sunnan, levererad 1968 till Waxholmsbolaget
- M/S Östan, aluminium, levererad 1969 till Waxholmsbolaget
- M/S Nordan, aluminium, levererad 1970 till Waxholmsbolaget
- Vattenforskningsfartyget U/F Ancylus, leverewrad 1971 till Statens naturvårdsverk
- M/S Silverö, aluminium, levererad 1970 till Kent Krusell Fartygsservice AB
- Åtta landstigningsbåtar av typ Landstigningsbåt 200, stål, till Marinen, 1970-talet
- M/S Mysing, levererad på 1978 till Stockholms Skärgårdstrafik AB
- M/S Sjöbris, levererad 1978 till Stockholms Skärgårdstrafik AB
- M/S Skärgården, levererad 1978 till Waxholms Ångfartygs AB
- M/S Sjögull, levererad 1982 till AB Stockholms Skärgårdstrafik
- M/S Roslagen, levererad 1979 till Waxholms Ångfartygs AB
- M/S Silverfjord, levererad 1980 till Kent Krusell Fartygsservice AB (systerfartyg till M/S Silverpilen)
- M/S Svea Lejon, levererad 1981 till Kokmårdens Rederi AB i Söderköping
- m/s Jaguar, katamaran levererad till Hans Bertmark Förlag AB
- m/s Apollo Jet, katamaran levererad till Hongkong
- M/S Cinderella II, 1987
- M/S Cinderella I, 1990